# Roman Żurowski (radca)
Roman Żurowski herbu Leliwa (ur. ok. 1862, zm. 11 czerwca 1920 w Zakopanem) – c. k. radca namiestnictwa, starosta.
Pełnił funkcję radcą namiestnictwa. Pełnił urząd starosty powiatu bóbreckiego, skąd w 1912 został przeniesiony na urząd starosty powiatu rzeszowskiego. Został członkiem Sodalicji Mariańskiej. Zamieszkując w Rzeszowie był członkiem Galicyjskiego Towarzystwa Łowieckiego w 1914.
Otrzymał tytuły honorowego obywatelstwa miast Bóbrka i Chodorów (1910). 
Podczas I wojny światowej w 1916, pracując przy Komendzie Twierdzy Kraków, został odznaczony Krzyżem Kawalerskim Orderu Franciszka Józefa na wstędze Krzyża Zasługi Wojskowej.
Zmarł 11 czerwca 1920 w Zakopanem w wieku 58 lat. Tymczasowo został pochowany w Zakopanem, a następnie przeniesiony do rodzinnego grobowca w Rzeszowie.